# Mitsuoka Ray
El Mitsuoka Ray (光岡・レイ/麗, Mitsuoka Rei) és un model d'automòbil kei car de la marca japonesa Mitsuoka produït durant tres generacions entre els anys 1996 i 2004. La marca es basà en el disseny i l'estil del Wolseley Hornet i Riley Elf, produïts entre 1961 i 1969 i que alhora estaven basats en el BMC Mini. L'empresa Mitsuoka va descriure el Ray com "una flor digna i agraciada".

## Primera generació (1996-1999)

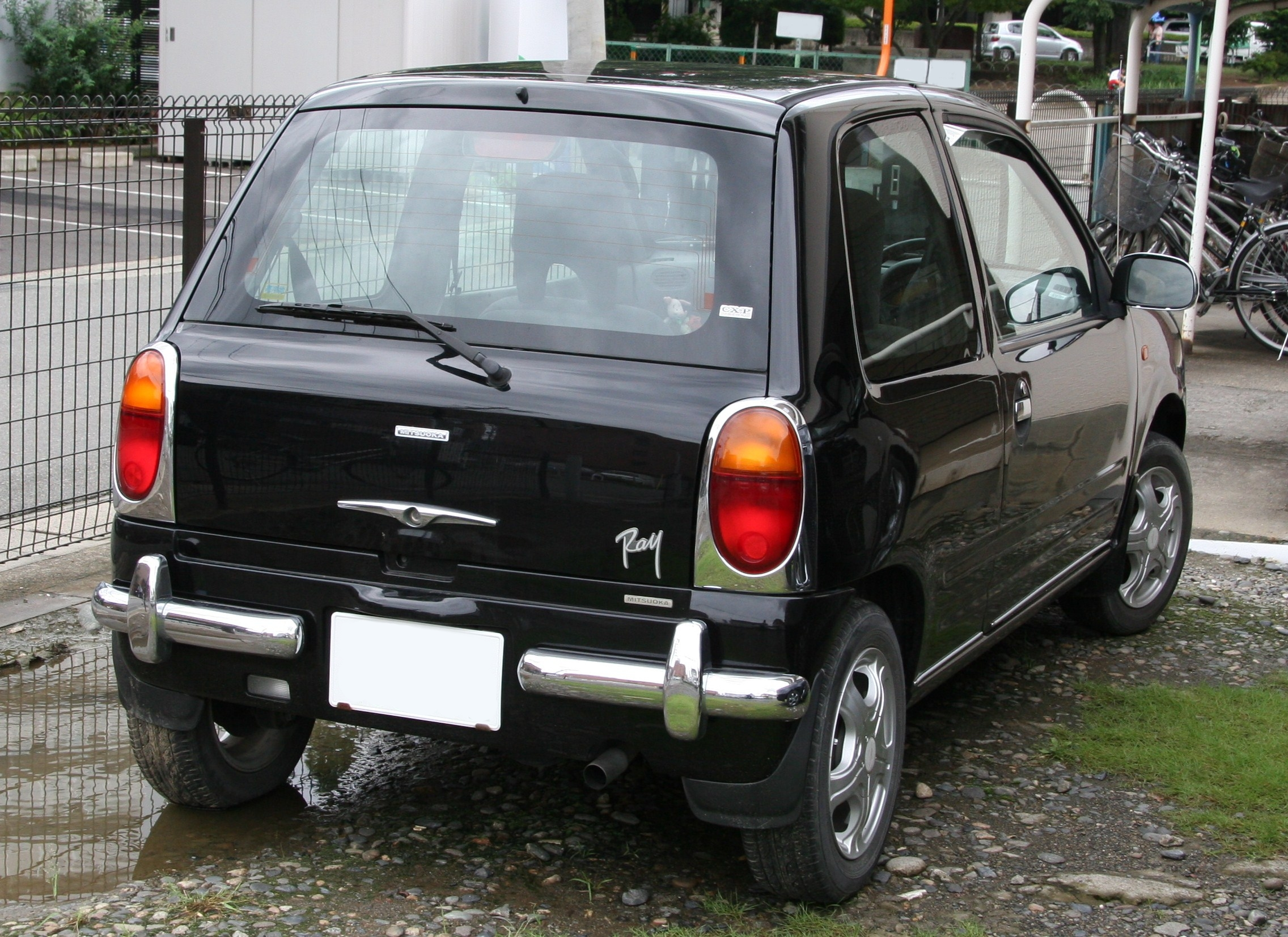
Primera generació, vista del darrere

La primera generació del Mitsuoka Ray va fer-se sobre la base del Autozam-Mazda Carol de tercera generació. Aquesta generació fou l'única del model amb carrosseria de tres portes. El Ray MK I estava equipat amb una motorització de benzina de 657 centímetres cúbics, només amb tracció al davant i amb opció de transmissió manual de cinc velocitats o automàtica de tres. Els nivells d'acabats a la venda eren el Basic i el Deluxe. La comercialització del model va finalitzar quan Mazda deixà de produir el Carol de tercera generació.

## Segona generació (1999-2002)

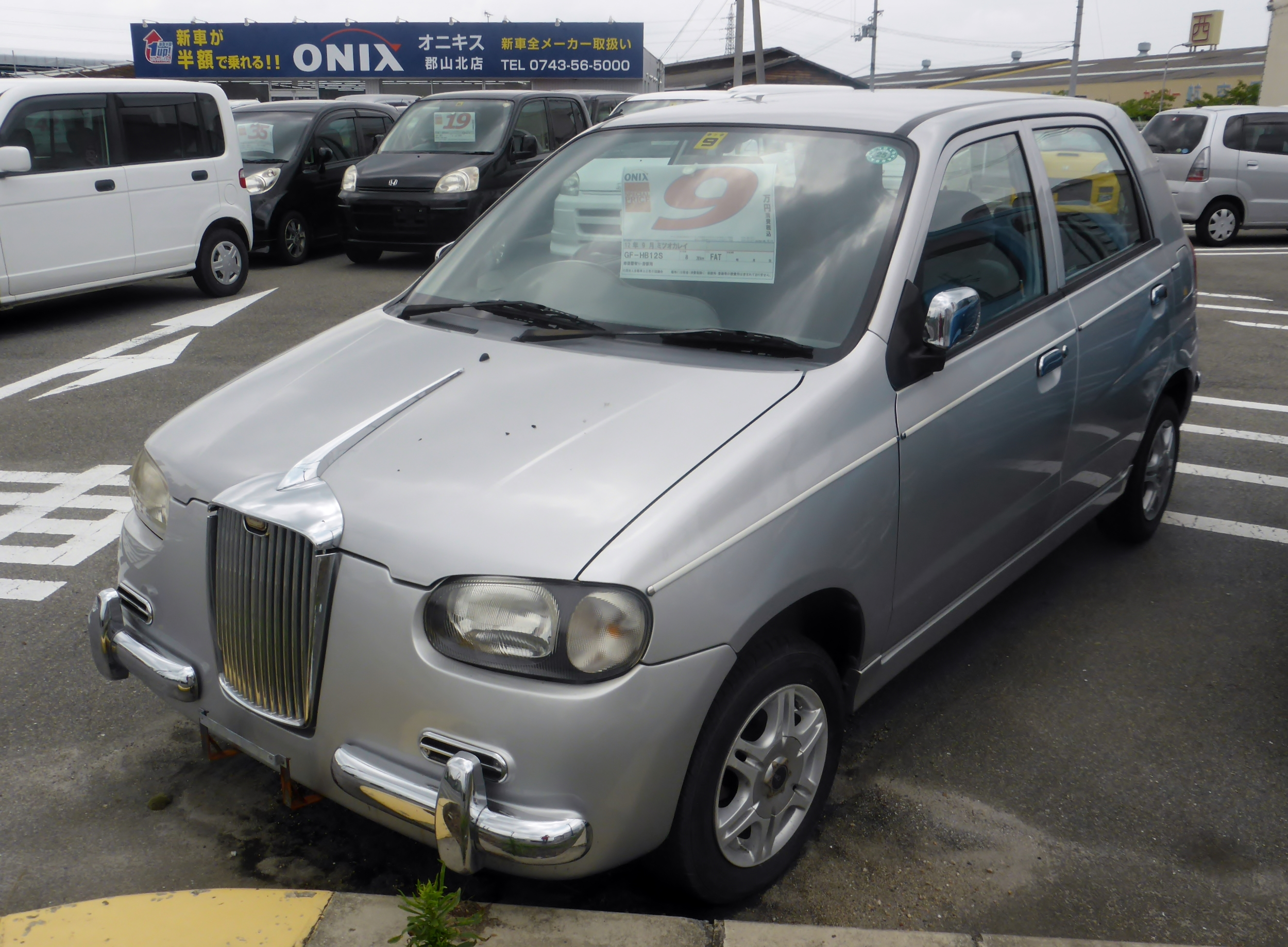
Segona generació

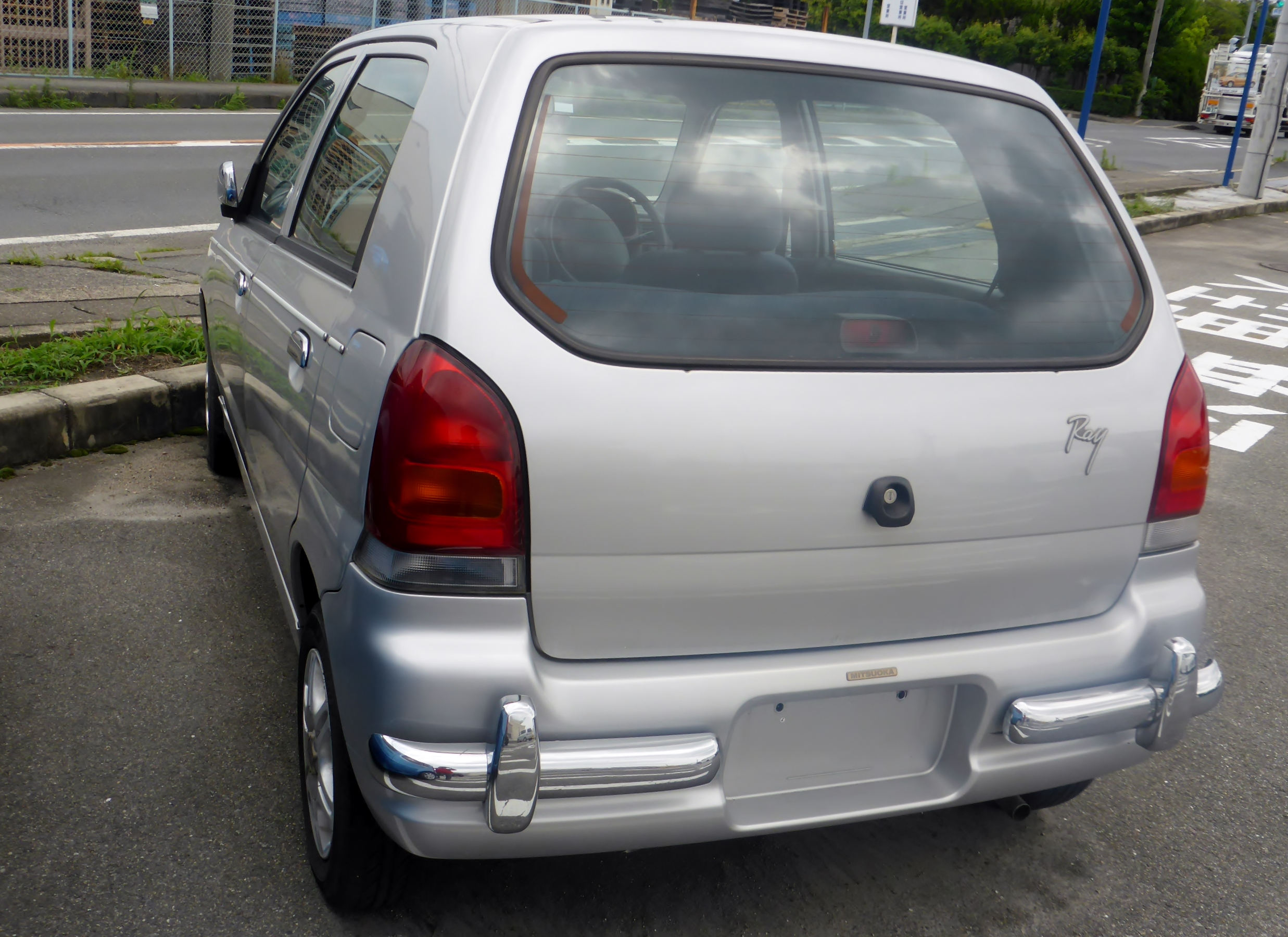
Darrera segona generació

La segona generació del Mitsuoka Ray es presentà l'any 1999 sobre la plataforma del Mazda Carol de quarta generació que alhora era el Suzuki Alto de cinquena generació rebatejat com a fruit d'un acord entre les dues marques. Aquesta segona generació, a diferència de la primera, es va comercialitzar amb opció de carrosseria amb tres o cinc portes. El Ray MK II equipava una motorització de benzina de 657 CC amb tracció al davant i una caixa de transmissió automàtica de tres velocitats. L'any 2002, Mitsuoka va interrompre la comercialització d'aquesta genercació per traure la tercera al mercat, basada en altre model.

## Tercera generació (2002-2004)

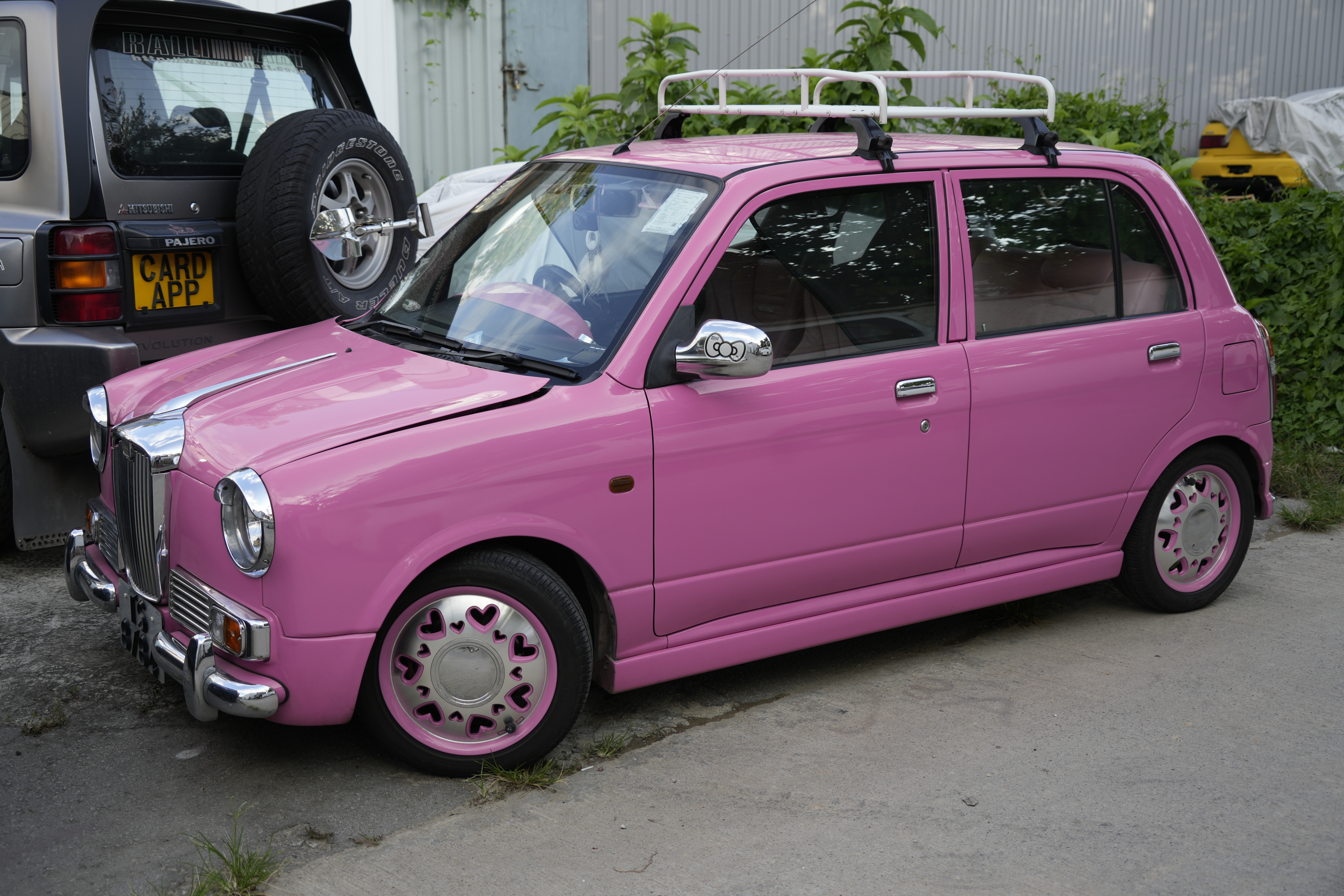
Ray III modificat a Hong Kong

La tercera i darrera generació del Mitsuoka Ray va agafar com a base el Daihatsu Mira Gino, un model d'aparença estètica retro, estant disponible només amb carrosseria de cinc portes. La comercialització d'aquesta tercera generació va començar el 2002 i durà fins al 2004. El Ray MK III equipava un motor de benzina de 659 CC, amb només tracció al davant i una única caixa automàtica de quatre velocitats. El model es va deixar de comercialitzar definitivament per Mitsuoka l'any 2004 degut a que Daihatsu aturà la producció del Mira Gino, la base per al Ray MK III.